# 石田浩二
石田 浩二（いしだ こうじ、1947年6月22日 - ）は、日本の実業家・中央銀行家。元日本銀行政策委員会審議委員。神奈川県出身。

## 略歴
- 1970年4月 東京大学経済学部卒業
- 1970年5月 住友銀行入行
- 1994年10月 住友銀行資金為替部長
- 1997年6月 住友銀行取締役
- 1999年6月 住友銀行執行役員
- 2001年1月 住友銀行常務執行役員 企画部長
- 2001年4月 三井住友銀行常務執行役員 経営企画部長
- 2002年6月 三井住友銀行常務執行役員 本店第一営業本部長
- 2003年6月 三井住友フィナンシャルグループ代表取締役 常務取締役
- 2004年4月 三井住友フィナンシャルグループ代表取締役 専務取締役
- 2005年6月 三井住友フィナンシャルグループ常任監査役
- 2005年6月 三井住友銀行監査役（非常勤）
- 2006年6月 三井住友銀リース代表取締役社長
- 2006年6月 三井住友銀リース最高執行役員
- 2007年10月 三井住友ファイナンス&リース代表取締役社長
- 2011年6月30日 - 2016年6月29日 日本銀行政策委員会審議委員

## 日本銀行政策委員会審議委員として
2011年6月30日、日本銀行政策委員会審議委員に就任。
2013年4月4日、金融政策決定会合で「量的・質的金融緩和」の導入に賛成した。
2014年10月31日、金融政策決定会合で「量的・質的金融緩和」の拡大に、「これまでの金融市場調節方針を維持することが適当である」として反対した。
2016年1月29日の金融政策決定会合では、マイナス金利の導入に、「これ以上の国債イールドカーブ低下が、実体経済に大きな効果をもたらすとは判断されない」として反対した。
2016年6月29日、日本銀行政策委員会審議委員を任期満了により退任。